# Le Tapis de Grand-Pré
Pour plus de détails, voir Fiche technique et Distribution.
Le Tapis de Grand-Pré est un court métrage acadien (1986) de Phil Comeau, inspiré d'un conte acadien du même nom de Réjean Aucoin et Jean-Claude Tremblay.

## Synopsis
Le tapis de Grand-Pré est un tapis inachevé qui est le seul vestige de l'église de Grand-Pré incendiée par les Anglais en 1755, lors de la déportation des Acadiens. Deux siècles plus tard, Marie-Rose et Constant entreprennent de retrouver de la laine semblable à la laine d'origine pour compléter le tapis. Sur leur chemin, ils rencontreront le fantôme du sinistre Charles Lawrence, le gouverneur de l'époque qui avait ordonné la déportation des Acadiens.

## Distribution
- Glen Bourgeois
- Marie-Louise Chiasson
- Vincent Davy
- Louis-Joseph Maillet

## Fiche technique
- Scénario : Réjean Aucoin et Jean-Claude Tremblay
- Réalisation : Phil Comeau

## Prix
- Prix d'excellence : Festival Atlantique, Halifax, 1986
- Médaille de Bronze : Arts visuels, 1ers Jeux de la Francophonie, Casablanca, 1989